# Chongoyape (distrito)

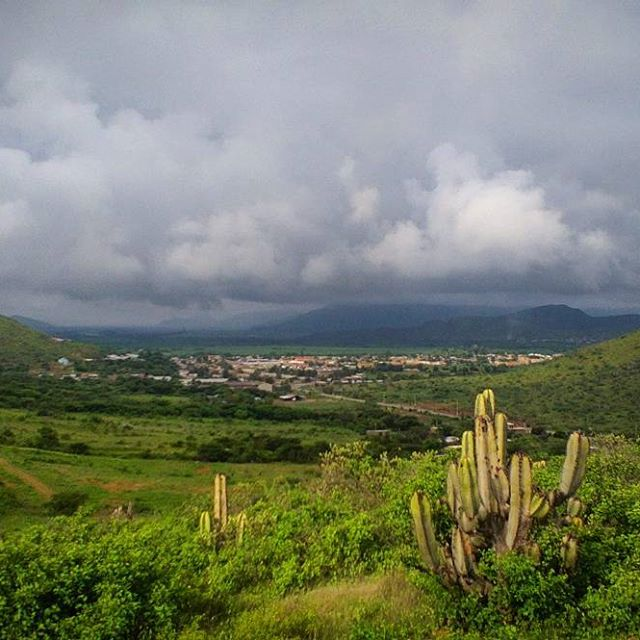
Vista do Distrito de Chongoyape.

Chongoyape é um distrito do Peru, departamento de Lambayeque, localizada na província de Chiclayo.

## Transporte
O distrito de Chongoyape é servido pela seguinte rodovia:
- PE-6A, que liga a cidade de Cochabamba (Região de Cajamarca) ao distrito de  Reque (Região de Lambayeque)
- LA-118, que liga a cidade ao distrito de Cayalti [1][2][3]